# 四氰合铂(II)酸铊(I)
四氰合铂(II)酸铊(I)是一种配位化合物，化学式为Tl2[Pt(CN)4]，它在近紫外线照射下，会发出明亮的蓝光。它可由硝酸亚铊和四氰合铂(II)酸钾反应制得，或由硫酸亚铊和四氰合铂(II)酸钡反应，以及氰化亚铊和氰化亚铂的反应得到。它和[Pt(pda)(NHCOtBu)2]在水中反应，可以得到[{Pt(pda)(NHCOtBu)2}4Tl4][Pt(CN)4]2·2H2O。